# VfR Köln 04 rrh.
Der VfR Köln 04 rrh war ein Sportverein aus Köln. Die erste Fußballmannschaft wurde 1926 Westdeutscher Meister sowie 1935 und 1937 Meister der Gauliga Mittelrhein. Der VfR ist ein Vorläuferverein von Viktoria Köln.

## Geschichte
Am 1. Juli 1904 wurde mit dem FC Germania Kalk der älteste Stammverein der heutigen Viktoria gegründet. Dieser fusionierte 1909 mit dem im Jahre 1905 gegründeten FC Kalk zum SV Kalk 04. Zwei Jahre später folgte die Fusion mit dem im Jahre 1906 gegründeten Mülheimer FC zum VfR 1904 Mülheim-Kalk. Nachdem 1910 bzw. 1914 die bisher selbständigen Städte Kalk und Mülheim nach Köln eingemeindet wurden, erfolgte 1918 die Umbenennung in VfR Köln 04 rrh.

### Fußball
Nach mehreren Jahren in unteren Spielklassen schaffte der VfR im Jahre 1921 der Aufstieg in die Rheinbezirksliga, die damals höchste Spielklasse. 1925 wurde die Mannschaft Vizemeister des Bezirks, nachdem das Finale gegen den Rheydter SV mit 1:3 verloren wurde. Ein Jahr später revanchierte sich der VfR durch einen 2:1-Sieg gegen Rheydt und qualifizierte sich für die Westdeutsche Meisterschaft, die die Kölner ungeschlagen mit einem Punkt Vorsprung auf den BV Altenessen gewinnen konnte. Bei der Endrunde um die Deutsche Meisterschaft traf der VfR in der ersten Runde auf den Berliner Verein SV Norden-Nordwest. Die Berliner konnten die Partie mit 2:1 gewinnen.
In den folgenden Jahren konnte die Mannschaft nicht mehr an diese Erfolge anknüpfen. Im Jahre 1931 stellte der VfR mit Erich Schröder einen Nationalspieler. Zwei Jahre später gehörte die Mannschaft zu den Gründungsmitgliedern der Gauliga Mittelrhein. In der Saison 1934/35 sicherte sich der VfR die Meisterschaft und qualifizierte sich für die Deutsche Meisterschaft. Mit einem 3:2-Sieg gegen den VfR Mannheim starteten die Kölner in die Runde, nur um die folgenden fünf Gruppenspiele zu verlieren.
Zwei Jahre später folgte die zweite Gaumeisterschaft. Auf Reichsebene waren die Kölner erneut chancenlos und wurden hinter dem 1. FC Nürnberg, Fortuna Düsseldorf und dem SV Waldhof Gruppenletzter. In der folgenden Spielzeit konnte der VfR nur dank des besseren Torquotienten gegenüber dem Bonner FV und dem Kölner BC die Klasse erhalten. Zwischen 1941 und 1943 gab es drei Vizemeisterschaften, ehe der VfR mit dem späteren Fusionspartner Mülheimer SV 06 eine Kriegsspielgemeinschaft einging.
Nach dem Ende des Zweiten Weltkrieges sicherte sich der VfR 1947 die Mittelrheinmeisterschaft und qualifizierte sich für die Meisterschaft der Britischen Zone. Zunächst schlugen die Kölner im Viertelfinale Holstein Kiel mit 2:1 nach Verlängerung, ehe die Mannschaft im Halbfinale mit 4:5 nach Verlängerung gegen Borussia Dortmund verlor. Durch einen 4:1-Sieg über Rot-Weiß Oberhausen wurden der VfR Dritter.
Die Kölner waren für die 1947 eingeführte Oberliga West qualifiziert. Als Tabellenvorletzter musste die Mannschaft absteigen. Als in der Folgesaison 1948/49 die Qualifikation für die neu eingeführte II. Division verfehlt wurde, kam es zur Fusion mit dem Mülheimer SV 06 zum SC Rapid Köln.

### Handball
Die Feldhandball-Abteilung des Vereins spielte von 1933 bis 1935 in der erstklassigen Handball-Gauliga Mittelrhein.

## Erfolge
- Westdeutscher Meister 1926
- Meister der Gauliga Mittelrhein 1935

## Persönlichkeiten
- Franz Becker
- Karl Schmitz
- Erich Schröder